# NGC 2396
NGC 2396 (również OCL 579) – gromada otwarta znajdująca się w gwiazdozbiorze Rufy. Odkrył ją William Herschel 31 stycznia 1785 roku. Jest położona w odległości ok. 1,9 tys. lat świetlnych od Słońca.